# Denis Trento
Denis Trento (Aosta, 2 giugno 1982 – La Salle, 3 maggio 2024) è stato uno scialpinista italiano.

## Biografia
Nel 2007 divenne campione europeo a squadre di scialpinismo, confermando poi il titolo nel 2009. Nel 2008 e nel 2011 vinse l'oro ai campionati mondiali, sempre nel titolo a squadre (facendo il bis nel 2011). Con Manfred Reichegger e Matteo Eydallin si aggiudicò nel 2009 il Trofeo Mezzalama.
Denis Trento morì all'età di 41 anni il 3 maggio 2024 in un incidente avvenuto durante una gita scialpinistica sulla Tête de Paramont nella fase di salita, prima di iniziare la discesa con gli sci, lasciando la moglie e tre figli.

## Palmarès

### Sci alpinismo
- 2006:
  - 8º, Campionato del Mondo vertical race
- 2007:
  - 1º, Campionato europeo a squadre (insieme a Dennis Brunod, Manfred Reichegger e Guido Giacomelli)
- 2008:
  - 1º, Campionato del Mondo a squadre (insieme a Dennis Brunod, Manfred Reichegger e Martin Riz)
- 2009:
  - 1º, Campionato europeo a squadre (assieme a Matteo Eydallin)
  - 1º, Trofeo "Rinaldo Maffeis" (insieme a Matteo Eydallin)[2]
  - 2º, Dachstein Xtreme[3]
  - 9º, Campionato Europeo gara individuale
- 2011:
  - 1º, Campionato del Mondo a squadre (insieme a Matteo Eydallin)

#### Pierra Menta
- 2006: 4º, insieme a Tony Sbalbi
- 2007: 5º, insieme a Tony Sbalbi
- 2009: 2º, insieme a Matteo Eydallin

#### Trofeo Mezzalama
- 2005: 6º, insieme a Nicola Invernizzi e Alain Seletto
- 2007: 3º, insieme a Manfred Reichegger e Dennis Brunod
- 2009: 1º, insieme a Manfred Reichegger e Matteo Eydallin

### Skyrunning / corsa in montagna
- 2008: 1º Km Verticale Fondation Grand-Paradis